# NGC 4795
NGC 4795 في الفهرس العام الجديد، هي مجرة، تقع في كوكبة العذراء. اكتشفت في 23 يناير 1784 بواسطة ويليام هيرشل.

## روابط خارجية
- NGC 4795 على موقع ويكي سكاي: DSS2, SDSS, GALEX, IRAS, Hydrogen α, X-Ray, Astrophoto, Sky Map, Articles and images